# Kicerelî, Hust
Kicerelî (în ucraineană Кічерели) este un sat în comuna Drahovo din raionul Hust, regiunea Transcarpatia, Ucraina.

## Demografie
Componența lingvistică a localității Kicerelî
     Ucraineană (99,68%)
     Alte limbi (0,32%)
Conform recensământului din 2001, majoritatea populației localității Kicerelî era vorbitoare de ucraineană (99,68%), existând în minoritate și vorbitori de alte limbi.